# Elisabetta Cocciaretto
Elisabetta Cocciaretto (n. 25 ianuarie 2001, Ancona, Italia) este o jucătoare de tenis din Italia. Cea mai bună clasare a sa la simplu este locul 29 mondial, în august 2023, iar la dublu locul 131 mondial, în octombrie 2020.